# Marquesado de Perales del Río
El marquesado de Perales del Río es un título nobiliario español con Grandeza de España otorgado por el Rey  Felipe V en 1727. El título hace referencia al actual barrio de Perales del Río, en el municipio de Getafe.
Su primera titular fue Antonia de Velasco y López de Moreda. 

## Marqueses de Perales del Río
|                                 | Titular                                                | Periodo                         |
| Creación por Felipe V de España | Creación por Felipe V de España                        | Creación por Felipe V de España |
| ------------------------------- | ------------------------------------------------------ | ------------------------------- |
| I                               | Antonia de Velasco y López de Moreda                   | 1727-1749                       |
| II                              | Ventura Fernández de Pinedo y Velasco                  | 1749-1802                       |
| III                             | José Miguel Fernández de Pinedo                        | 1802-1808                       |
| IV                              | Antonio Fernández-Durán y Fernández de Pinedo          | 1808-1831                       |
| V                               | Manuel Fernández-Durán y Pando                         | 1808-1888                       |
| VI                              | Antonio Fernández-Durán y Bernaldo de Quirós           | 1888-1907                       |
| VII                             | Buenaventura Fernández-Durán y Caballero               | 1907-1931                       |
| VIII                            | Antonio Fernández-Durán y Queralt                      | 1931-1950                       |
| IX                              | Manuel Fernández-Durán y Villalba                      | 1950-1988                       |
| X                               | María de los Ángeles Fernández-Durán y Roca de Togores | 1988                            |